# 1840 en Lorraine
Chronologie de la Lorraine
- 1836
- 1837
- 1838
- 1839
- 1840
- 1841
- 1842
- 1843
- 1844

Cette page est une liste d'événements qui se sont produits durant l'année 1840 en Lorraine.

## Événements

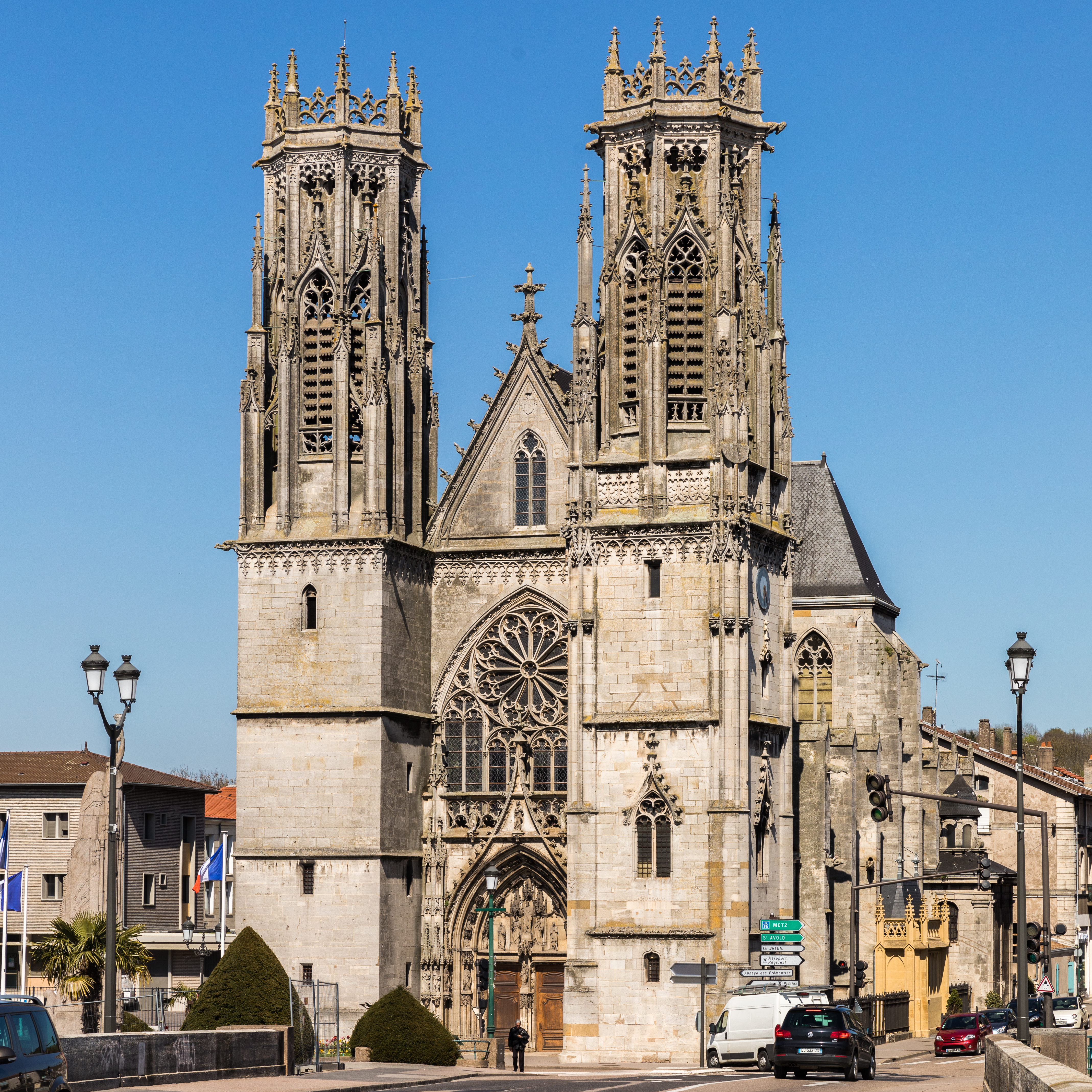
Eglise Saint-Martin de Pont-à-Mousson

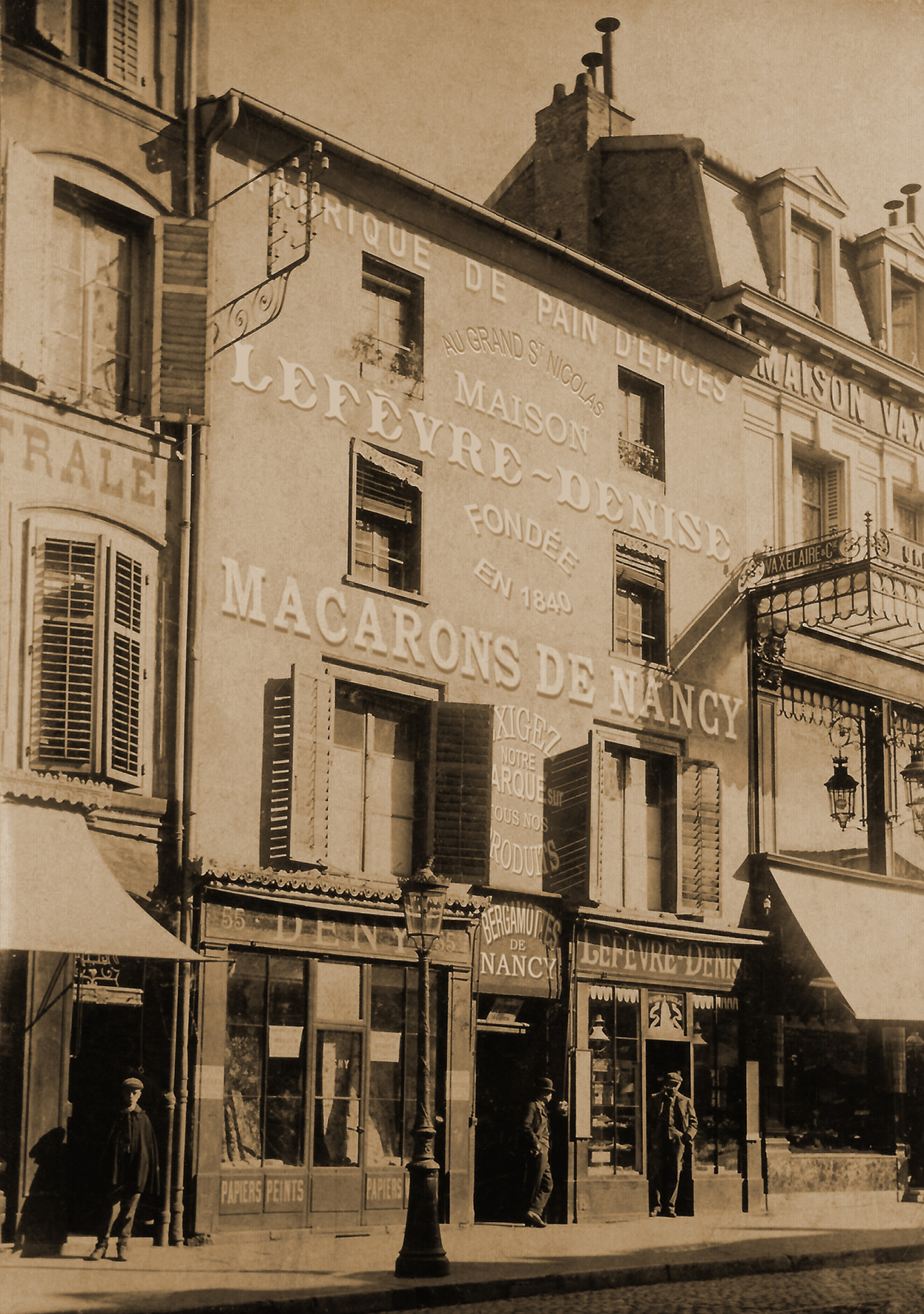
La confiserie-biscuiterie Lefèvre-Denise à Nancy, vers 1890.

- Première liste de monuments historiques[1], de nombreux édifices lorrains y figurent, notamment l'Église Saint-Martin de Pont-à-Mousson, de style gothique.
- Fondation de Lefèvre-Denise, marque française de biscuiterie, confiserie et chocolaterie emblématique de la ville de Nancy, réputée pour ses bergamottes, ses macarons, et son pain d'épices. C’est l’un des plus anciens commerces familiaux de la ville toujours en activité depuis 1840[2],[3].

### Presse écrite
- Fondation de "L'Espérance - courrier de Nancy", Impr. de Vagner[4].
- Le Journal, affiches, annonces et avis divers du département de la Meurthe change de nom et devient le Journal de la Meurthe et des Vosges - feuille politique et d'annonces judiciaires et légales[5].

## Inscriptions ou classements aux titre des monuments historiques
En 1840 la première liste de monuments historiques est établie, en Lorraine figurent les édifices suivants :
- En Meurthe-et-Moselle : Basilique de Saint-Nicolas-de-Port[7], Château de Vaudémont[8]; Palais des ducs de Lorraine à Nancy[9]; Église des Cordeliers de Nancy[10]; Église Saint-Martin de Pont-à-Mousson[11]; Cathédrale Saint-Étienne de Toul[12]
- En Meuse : Basilique Notre-Dame d'Avioth[13], Tour de Luxembourg  à Ligny en Barrois[14] Église Saint-Louvent de Rembercourt-aux-Pots[15];
- En Moselle : Aqueduc de Gorze à Metz[16], Château d'Ottange[17];
- Dans les Vosges :  Maison natale de Jeanne d'Arc[18], Abbaye Saint-Pierre d'Étival[19], Abbaye Saint-Hydulphe de Moyenmoutier[20]

## Naissances
- 10 février à Verdun : Edmond-Adolphe Rudaux, mort en juin 1908 à Donville-les-Bains, peintre, illustrateur et graveur français.
- 2 mars à Wisembach : François Barthélemy Vaxelaire[21], mort le 10 juillet 1920 au château de Bioul situé à Bioul en Région wallonne dans la province de Namur en Belgique, entrepreneur, fondateur des grands magasins Au Bon Marché.
- 23 mars à Nancy : Louis-Émile Bertin dit Émile Bertin, mort le 22 octobre 1924 à La Glacerie (Manche), est un savant, ingénieur naval et inventeur français.
- 6 avril à Laning : Jean Michel Dellès (1840-1918) prêtre catholique et député au Reichstag de 1889 à 1893.
- 1er mai à Metz : Albert Leprince[22] , mort à Dijon le 13 mai 1914[23], architecte français qui a bâti essentiellement à Dijon.
- 7 mai à Bonviller : Félix Midon (Félix Joseph Nicolas Midon à l'état-civil), mort le 12 avril 1893 à Marseille, missionnaire catholique français au Japon, vicaire apostolique et premier évêque d'Osaka.
- 1er juin à Toul : Auguste Barnabé Tilly dit Auguste Tilly (1840-1898), graveur sur bois français.
- 6 août à Sarreguemines : Camille Crémer, général de division français de la Guerre franco-allemande de 1870.
- 23 septembre à Nancy :  Henri-Léopold Lévy[24],  mort à Paris (XVIIIe arrondissement) le 29 décembre 1904, peintre français.
- 2 octobre à Nancy : François Félix Crousse, mort à Nancy le 25 août 1925, horticulteur français spécialiste des bégonias tubéreux.
- 14 décembre à Lunéville : Alfred Lévy, décédé le 22 juillet 1919 à Pau, grand-rabbin de France de 1907 à 1919.
- 18 décembre à Metz : Victor Jaclard, mort à Paris le 14 avril 1903, un des premiers socialistes français, membre de la Première Internationale et meneur de la Commune de Paris.

## Décès
- 2 mai à Laheycourt (Meuse) : Jean François Porson, né le 28 septembre 1765 à Laheycourt (Meuse), général français de la Révolution et de l’Empire.
- 7 juin au Ban-Saint-Martin (Moselle) : Jean-Baptiste Noël Bouchotte, né le 25 décembre 1754 à Metz, militaire et homme politique français.
- 11 juillet à Nancy : François Alexandre Emmanuel de Metz, 2e Baron de Metz né le 21 mai 1780 à Nancy, homme politique français.
- 25 septembre à Metz : Marie-Cunégonde Huin, artiste-peintre et miniaturiste française née à Strasbourg le 4 juillet 1767 [25]. Élève de Jacques-Louis David, elle expose au Salon de 1796 à 1801 sous les appellations de citoyenne Huin, puis de Mlle Huin.